# August Adolphus Busch

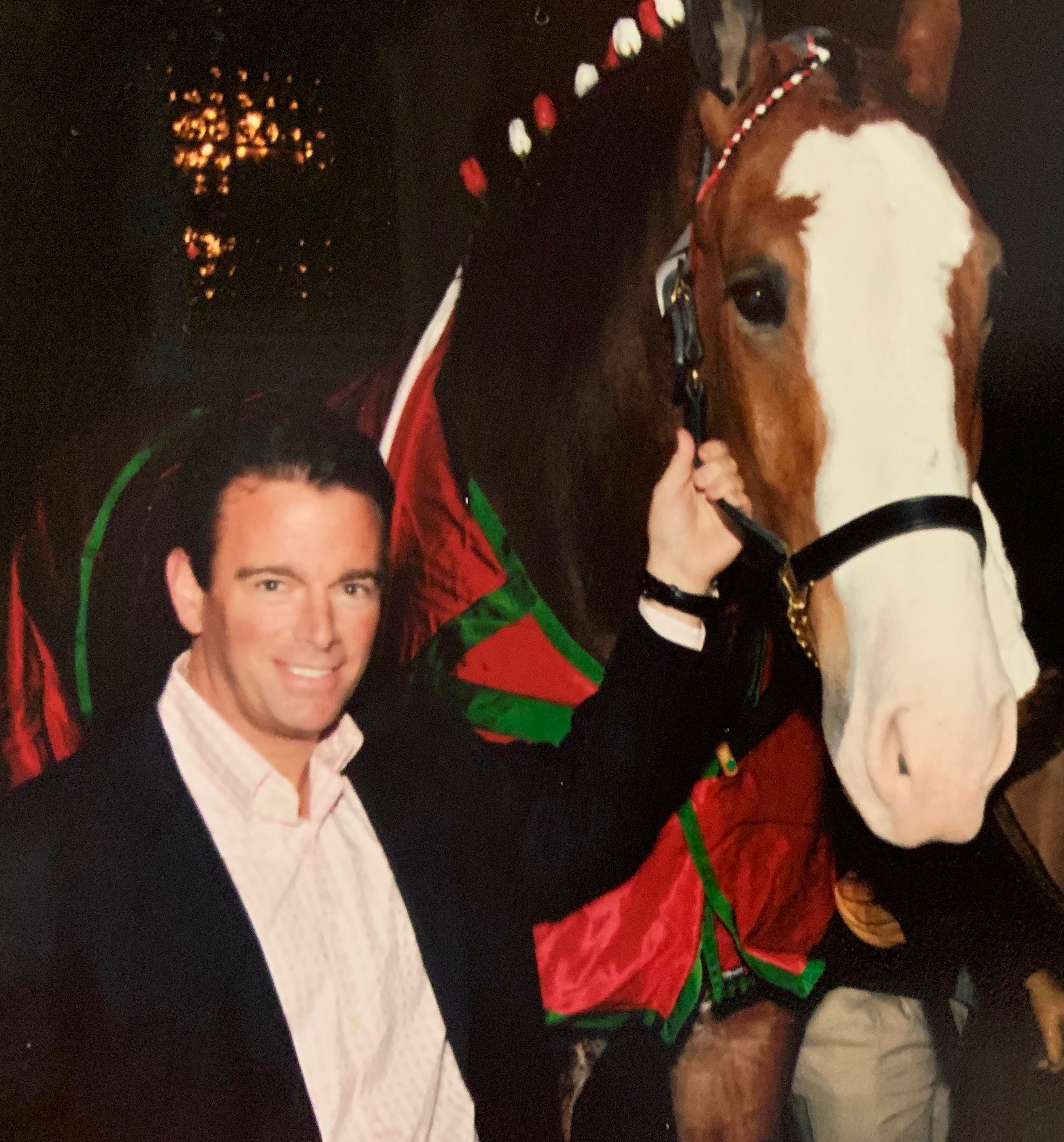
August Adolphus Busch, 2006

August Adolphus Busch (* 15. Juni 1964 in St. Louis im US-Bundesstaat Missouri) ist ein ehemaliger US-amerikanischer Brauereiunternehmer. Er war der letzte CEO der Anheuser-Busch Companies aus der Gründerfamilie Anheuser-Busch.

## Leben
Busch ist der Ur-Ur-Enkel von Adolphus Busch und der Ur-Ur-Ur-Enkel von Eberhard Anheuser. Er ist ein Sohn von Susan Busch (geborene Hornibrook) und August Anheuser Busch (* 1937). Buschs Eltern ließen sich scheiden als er fünf Jahre alt war; danach lebte er bei seiner Mutter. Wenn er Zeit mit seinem Vater verbrachte, geschah dies vor allem in der Brauerei; die Beziehung war daher zum größten Teil auf das Berufsleben ausgerichtet."
Nach dem Studium folgte er der Familientradition und arbeitete zuerst als Brauerei-Lehrling in der Mälzerei, dann als Praktikant im Zentrum für Hefereinzucht und später als Vorarbeiter in der Abteilung Verpackung und Versand. 1989 ging er ins Marketing und entwickelte die neue Sorte Bud Dry, die nach anfänglichen Erfolgen langfristig floppte.